# Tre Fratelli (Riga)
I Tre Fratelli (in lettone, Trīs brāļi) sono tre edifici, così denominati perché somiglianti, situati nel cuore della città di Riga, la capitale della Lettonia, ai civici 17, 19 e 21 di Mazā Pils iela, a pochi passi dal duomo. Nel loro insieme, rappresentano il più antico complesso residenziale della città. Nel 2019 il sito ha ottenuto il Marchio del patrimonio europeo.

## Descrizione
L'edificio al numero 17 è il più antico, risalente al tardo Quattrocento.. La facciata presenta timpani a gradini, decorazioni in stile gotico e alcuni dettagli propri dell'architettura rinascimentale. In origine l'edificio constava di un'unica ampia stanza e di un attico utilizzato come magazzino. Il palazzo fu restaurato nel 1955–57 dall'architetto P. Saulitis.
La facciata della casa al numero 19 risale al 1646, mentre il portale in pietra fu aggiunto nel 1746. Lo stile complessivo denuncia un'influenza del Manierismo olandese.
La casa al numero 21, in stile barocco, risale al tardo Seicento.
Il complesso dei Tre Fratelli ospita attualmente l'Ispettorato di Stato per la tutela del patrimonio culturale e il Museo lettone di architettura.